# Rachel Noël
Rachel Noël (Lausana, 1977) és una directora de cinema, especialment coneguda per la seva pel·lícula Ma mère s'appelle fôret. És llicenciada en Humanitats per la Universitat de Lausana, ha treballat a l'École Cantonale d'Art de Lausanne i actuallent és cap de Programes de la galeria Tate Modern de Londres.

## Biografia
La seva mare és d'origen neerlandès, però de jove viatjà a Suïssa per fer de mainadera i s'hi establir en casar-se amb Michel Noël. Rachel va créixer a Suïssa amb la seva família, amb els seus pares i germans, i passava els estius en una casa als Alps: totes aquestes temàtiques quotidianes i familiars les reprendrà més tard el film Ma mère s'appelle Fôret (2013) gràcies a la recuperació, després de la mort del seu pare, dels vídeos domèstics de la família, gravats en Súper 8. Després de cursar els estudis d'Humanitats a la Universitat de Lausana, cursà un Diploma d'Estudis Avançats (DEA) a la Universitat de Ginebra relacionat amb els estudis de gènere, concretament el seu treball girà entorn autoretrats de dones artistes: Frida Kahlo, Artemisia Gentileschi, Camille Claudel et Aloïse.
Més tard treballà en el món museístic: concretament, durant tres anys col·laborà amb el Museu Olímpic de Lausana. Debutà al món del cinema gràcies a la Fundació Emilie Gourd, que l'any 2005 llançà un concurs titulat "Les Idées contemporaines féministes", a partir del qual creà l'embrió de la pel·lícula i la desenvolupà, després de guanyar el concurs.
Des de l'any 2013 és cap de Programes, Col·laboracions i Aprenentatge de la Tate Modern (Londres), i lidera diverses experiències d’aprenentatge multidisciplinari, esdeveniments i oportunitats per a joves a la Tate Britain i la Tate Modern.

## Filmografia
- Ma mère s'appelle Fôret (2013)